# Nazírství

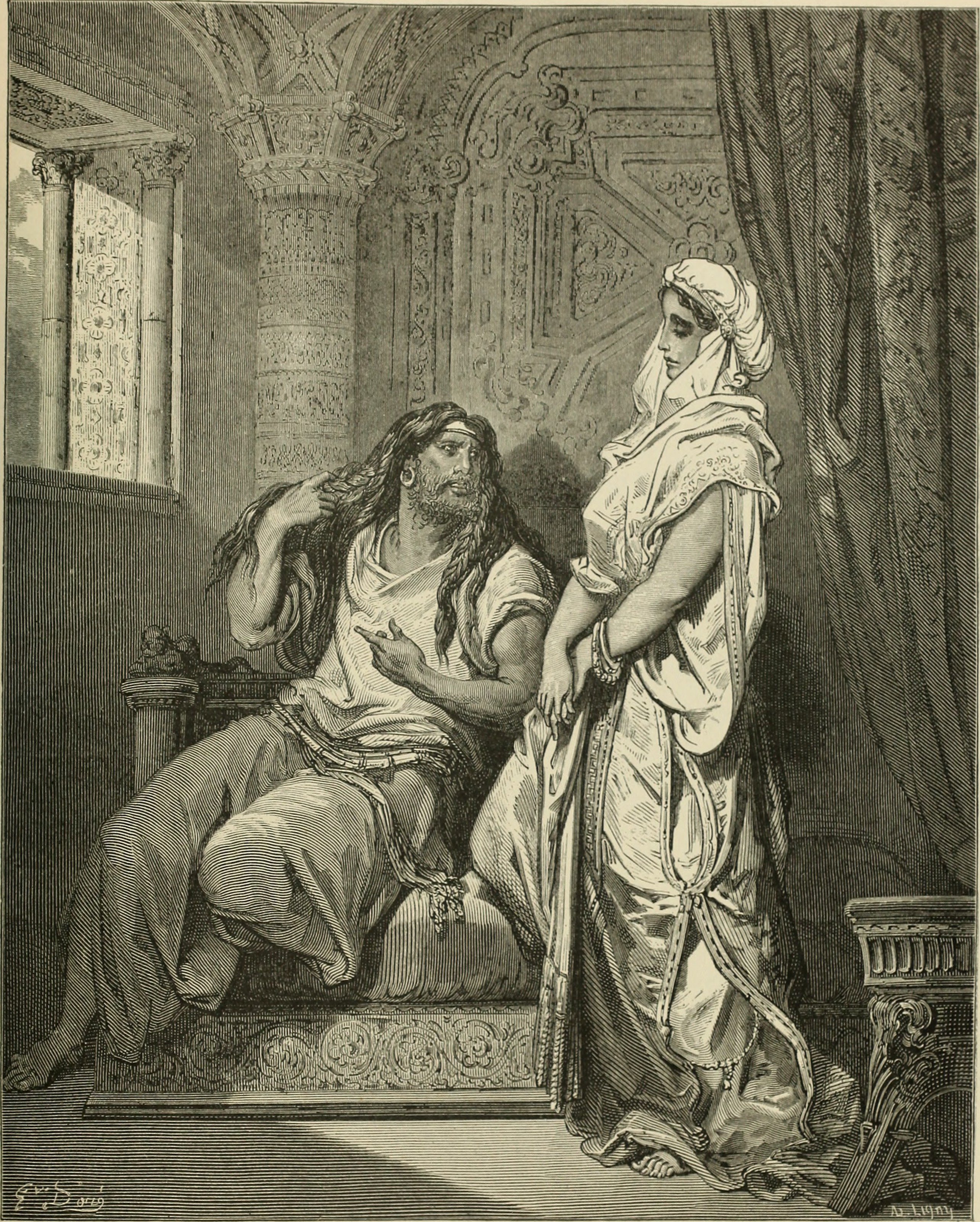
Samson - nazír

Nazírství je v Bibli popsaný dočasný nebo celoživotní zvláštní slib zasvěcení se Bohu. Člověk, který takový slib učinil, byl označován jako nazír (hebrejsky נָזִיר, doslova „neobdělaný“) a zavazoval se:
- k zdržování se konzumace jakéhokoliv nápoje a jídla vyrobeného z plodů vinné révy,[2]
- k nestříhání a neholení vlasů a vousů,[3]
- k vyhýbaní se jakéhokoli dotyku s mrtvolou.[4]

Ve Starém zákoně jsou popsaní jako nazírové Samson a Samuel. Z postav Nového zákona byli za nazíry považováni Jan Křtitel a Jakub, „bratr Páně“. Nazírský slib ovšem mohla složit i žena. Minimální doba, po kterou bylo možné se zavázat k nazírství, bylo 30 dní. Po skončení nazírského závazku musela být přinesena posvátná oběť a nazír si musel oholit nazírské znamení. Zákon o nazírství se uplatňoval pouze do roku 70 n. l., kdy byl zničen Chrám.
„Nazír“ je člověk, který na sebe přijal zvláštní pravidla způsobu života, která po něm Tora nevyžaduje.
Je to především zákaz vína a také všech věcí, které jsou vyrobeny z hroznů (např. i rozinky). Jedno z vysvětlení, proč se pasáž „nazíra“ vyskytuje v Toře ihned po „sotě“ (nevěrné ženě) je ten, že to, co způsobilo její selhání, bylo opití se vínem. Lidé, kteří se bojí těchto následků, mohou zvolit cestu úplného se oddělení od vína.
Tora však víno nezakazuje a jsou chvíle, kdy je povinnost ho pít – např. Pesach, kiduš. Druhou věcí, kterou na sebe „nazír“ přijímá je nestříhání se, třetí je zákaz znečištění se od mrtvoly (a to dokonce v případě vlastních rodičů). Běžný typ „nazírství“ je po dobu 30 dnů (ne natrvalo).
Židovští Moudří neměli příliš pozitivní přístup k těmto slibům, protože se tím člověk vyřazuje z mnoha micvot, které nemůže jako „nazír“ plnit. Staví se tím jakoby mimo společnost a chce být „něco extra“. Tora to sice dovoluje, avšak říká, že po ukončení nazírské doby musí přinést oběti za hřích, což znamená, že jeho vydělení se ze společnosti je považováno, do určité míry, za hřích. Je to tudíž určitý druh elitářství, který se ani v Toře, ani u židovských učenců, netěší zvláštní oblibě.